# Iguana blava
La iguana blava o iguana de Grand Caiman (Cyclura lewisi) és una espècie de sauròpsid (rèptil) escatós de la família dels iguànids. És endèmica de l'illa Grand Cayman. Antigament era considerada una subespècie de la iguana cubana (Cyclura nubila) però es va rectificar el 2004 a causa de les diferències genètiques trobades anys anteriors. La iguana blava és una de les espècies de llangardaix més longeves de totes. La més longeva datada va arribar a viure 67 anys.
n
L'hàbitat preferit de la iguana blava són les roques escalfades pel sol i prop tant de la costa com dels boscos secs, ja que les femelles han d'enterrar els seus ous a la sorra entre el juny i el juliol. A vegades hi ha un segon embragatge pel setembre. La iguana blava té una dieta herbívora que inclou: plantes, fruita i flors. La seva coloració és grisa i amb un to blavós que és més pronunciat durant l'època de reproducció i més encara en els mascles. És gran i té un cos pesant, amb una cresta dorsal d'espines curtes que va des de la base del coll fins a la punta de la cua.
El registre fòssil indica que la iguana blava era molt més abundant abans de la colonització europea; el 2003 es va estimar que només quedava una quinzena d'animals salvatges, i es va calcular que s'extingiria durant la dècada de 2010. El declivi de l'espècia es va donar principalment pels depredadors domèstics (gats i gossos) i per la destrucció del seu hàbitat natural. Des del 2004, l'associació Durrell Wildlife Conservation Trust ha posat en llibertat a centenars d'individus criats en captivitat per tal de preservar l'espècie. Fins a 5 organitzacions sense ànim de lucre han treballat amb el govern de les Illes Cayman per tal d'assegurar la supervivència de la iguana blava. Segons un capítol del programa Ocean Mysteries with Jeff Corwin, emès el 9 de novembre de 2013, el programa de conservació n'ha alliberat prop de 700 exemplars.

## Taxonomia
La iguana blava (Cyclura lewisi) és endèmic de l'illa Grand Cayman. La iguana de les Illes Caiman va ser introduïda a Grand Cayman, des de llavors s'ha creuat amb la iguana blava, nativa de l'illa.
El seu nom genèric (Cyclura) ve de les paraules greges cyclos (κύκλος) i ourá (οὐρά) que signifiquen circular i cua respectivament. El nom de l'espècie (lewisi) és una forma llatina del nom del científic que recull l'holotip d'aquesta espècie, Bernard C. Lewis.
És un familiar proper a la iguana cubana (Cyclura nubila) i a la iguana del nord de les Bahames (Cyclura cychlura). Les tres espècies es van diferenciar d'un avantpassat en comú fa uns tres milions d'anys. Les espècies tenen poca diversitat genètica, però no sembla patir la mateixa falta de vitalitat que afecta altres espècies d'iguana. Una teoria diu que les espècies van evolucionar d'una mateixa femella d'iguana cubana (C. nubila nubila) amb ous dins seu que van ser transportats pel mar, possiblement durant una tempesta. És diferent de la subespècie que es troben a Little Cayman i Cayman Brac conegut com la C. nubila caymanensis, tot i que pot reproduir-se amb aquesta subespècie i produir descendència fèrtil.
El 1938, Bernard C. Lewis de l'institut de Jamaica es va unir a una expedició biològica de la Universitat d'Oxford a les Illes Cayman. Lewis va ser capaç d'aconseguir dos exemplars d'iguanes blaves, un mascle i una femella, els quals, posteriorment van ser presentats al Museu britànic. Chapman Grant, va publicar una monografia el 1940 on es descrivia formalment per primer cop la iguana blanva com a Cyclura macleayi lewisi. Schwartz i Carey van establir la nomenclatura trinomial de l'espècie (Cyclura nubila lewisi) el 1977. Sostenien que la iguana blava era una forta subespècie diferent de la iguana cubana (C. Nubila). Van fer èmfasi en la seva coloració blau brillant en general, i van assenyalar que un nou estudi podria revelar que fos una espècie diferent. Frederick Burton va reclassificar la iguana blava com una espècie diferent el 2004, després d'anys d'investigació on va comparar el nombre d'escates en els caps de les iguanes del Carib, incloent-hi les que es troben a: Petit Cayman, Cayman Brac, Cuba i les Bahames, així com l'ADN mitocondrial realitzat per la doctora Catherine Malone, per tornar a examinar la filogeografia de les diferents espècies.

## Descripció

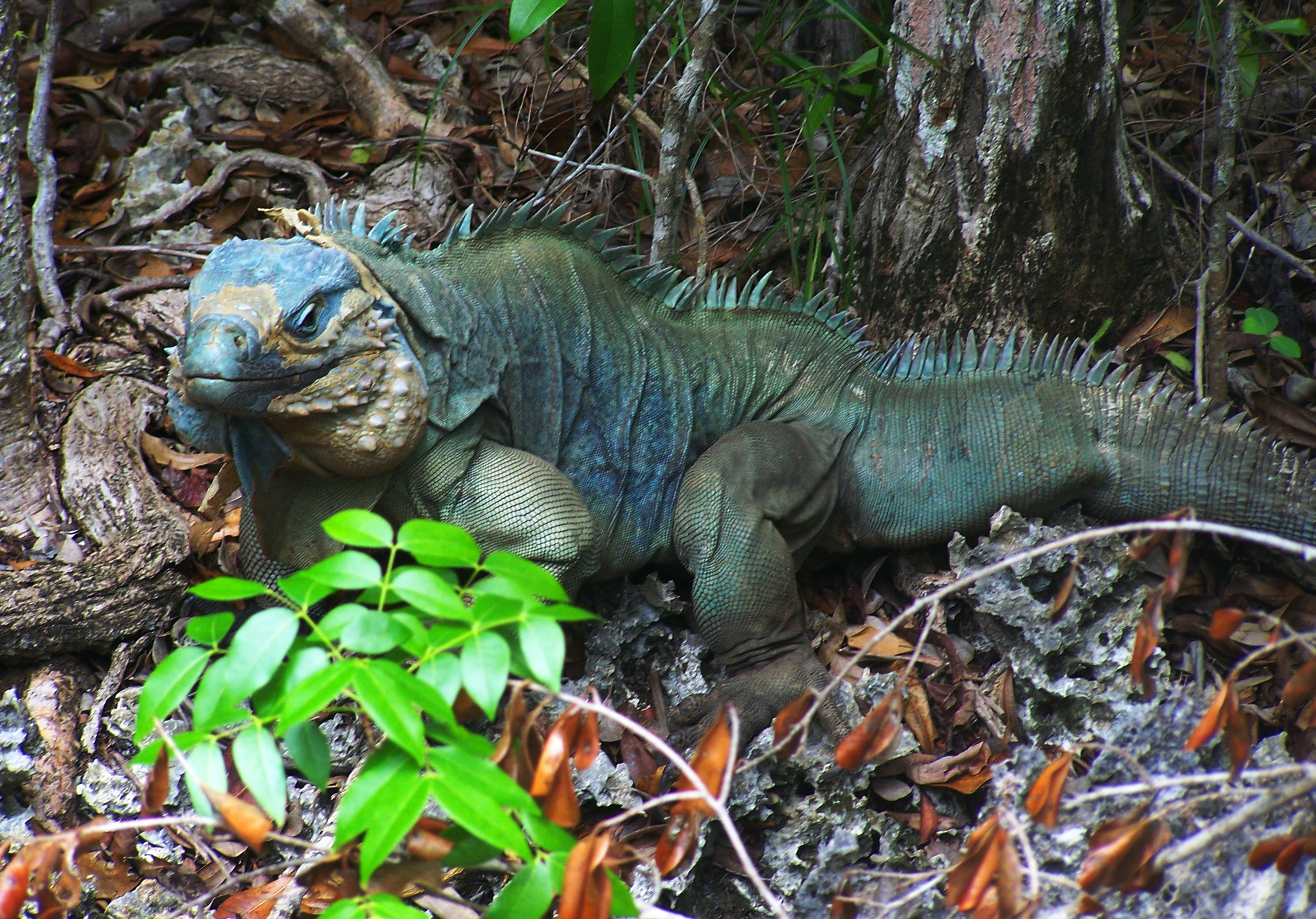
Una iguana blava al jardí botànic reina Isabel II de Grand Cayman.

La iguana blava és l'animal natiu més gran de Grand Cayman, pot arribar a mesurar 1,5 m (amb cua inclosa) i pesar uns 14 kg. Pot ser l'espècie d'iguana més pesada de l'hemisferi occidental. El seu cos mesura entre 51 i 76 cm de longitud amb una cua de la mateixa llargada. Els dits articulats estan especialitzats per a excavar i enfilar-se a arbres. Tot i no ser conegut com un animal arbori, s'ha observat exemplars escalant fins a 4,5 metres en els arbres. El mascle mesura fins a un terç més que les femelles. El rang de colors dels mascles va des del gris fosc fins al blau turquesa, mentre que en les femelles va del verd oliva fins a blau pàl·lid. Els exemplars joves tendeixen a tenir un color uniforme que sol ser el marró fosc o verd amb unes franges fosques dèbils. Quan els nou nats emergeixen del niu tenen un intricat patró de vuit ratlles dorsals fosques de la cresta dels seus colls a la seva àrea pelviana. Aquestes marques desapareixen quan l'animal compleix l'any de vida, canviant el gris pel color blavós tipis dels adults.
L'animal canvia el seu color a blau quan nota la presència d'altres iguanes per tal de marcar territori. Quan estan sobre les pedres escalfant-se al sol són de color gris fosc. Aquest color blavós és més pronunciat en els mascles. Les seves potes tenen un color característic més fosc que la resta del cos.

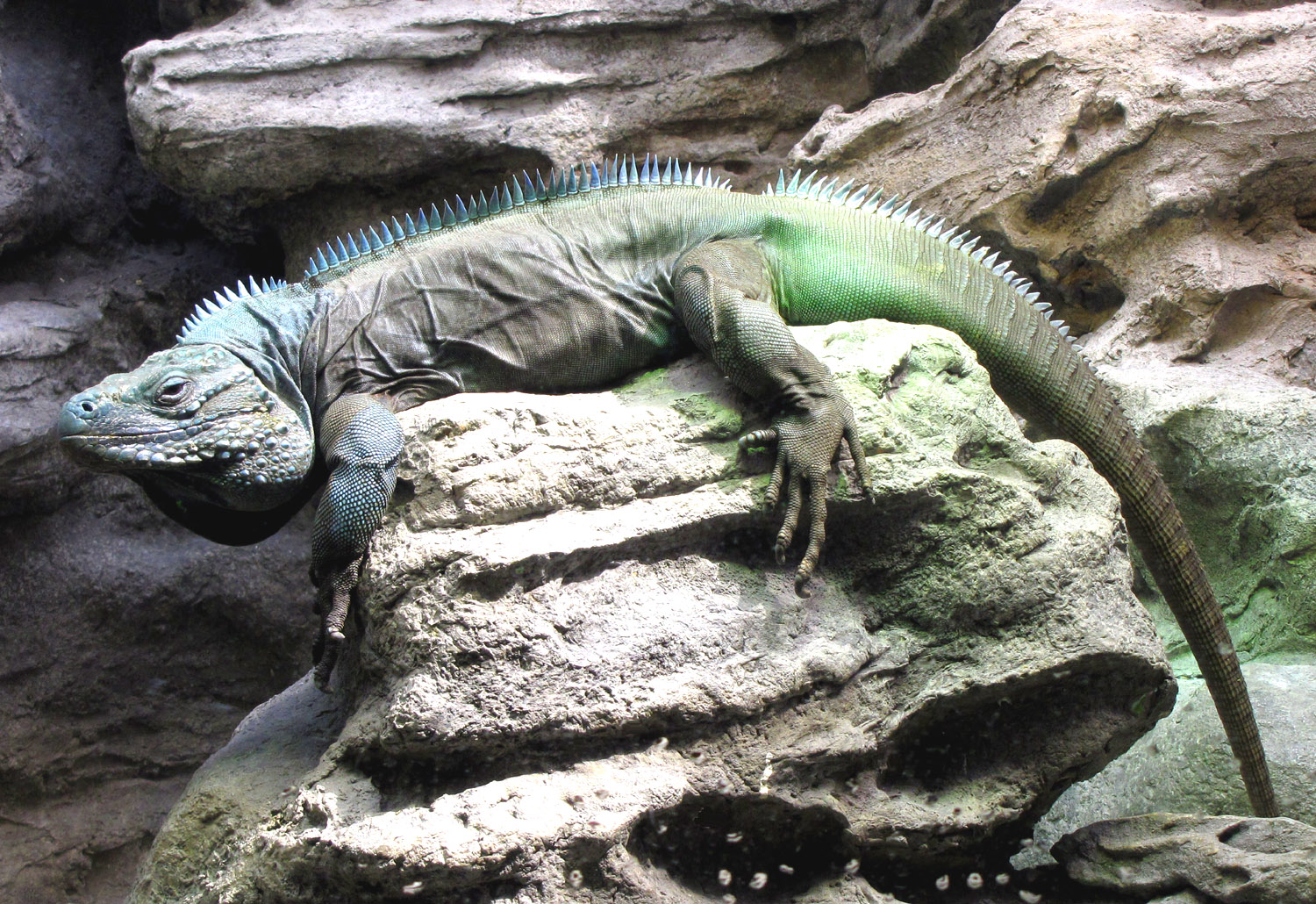
Iguana blava a Grand Cayman.

Les iguanes blaves tenen dimorfisme sexual; els mascles són més grossos i tenen crestes dorsals més prominents així com els porus femorals més grans a les cuixes, que s'utilitzen per alliberar feromones.

### Ulls i visió
Els ulls de les iguanes blaves tenen l'iris de color daurat i una escleròtica vermella. Tenen una visió excel·lent, que els permet veure formes i moviments a llargs distàncies. Tenen pocs bastonets de la retina, és a dir: veuen malament a la foscor. Al mateix temps tenen un tipus de cèl·lules anomenades cons dobles, que els permet tenir una sensibilitat aguda pels colors i que els permet veure les longituds d'ones ultraviolada. Aquesta capacitat és útil quan es pren el sol perquè l'animal pugui assegurar que ha absorbit suficient llum solar en les formes dels raigs UVA i UVB per produir vitamina D.
La iguana blava ha evolucionat a tenir un òrgan fotosensorial blanc a la part superior del cap anomenat ull parietal (també és conegut com a tercer ull o glàndula pineal). Aquest "ull" no treballa com un ull normal, ja que no té cap retina ni lents, motiu pel qual no pot formar imatges. No obstant això, és sensible als canvis de llum i, per tant, pot detectar el moviment.

## Distribució i hàbitat

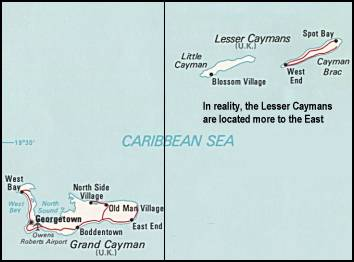
La iguana blava viu a Grand Cayman, la major i més occidental illa de les Illes Cayman al sud-oest de Cuba.

La iguana blava es troba únicament a Grand Cayman. La comparació amb altres espècies de Cyclura a la regió suggereix que hi va haver una vegada una població costanera d'iguanes blaves que es van desplaçar o extirpats a poc a poc pels assentaments humans i la construcció de carreteres. La iguana blava ara només es produeix a l'interior de matoll xeròfit natural i al llarg de les interfícies entre els clars agrícoles, camins i jardins i bosc sec de dosser tancat o matoll. Es creu que les poblacions interiors han estat a atretes per desmunts agrícoles i granges de fruites que proporcionen oportunitats de termoregulació, fruits caiguts i bons terrenys per a la nidificació, aquests motius van portar la iguana blava a entrar en contacte amb els éssers humans i els animals salvatges. Les femelles solen emigrar a la costa per niar.
Les iguanes blaves del Queen Elizabeth II Botanic Park de Grand Cayman estan radiomotoritzats des del 2004 per determinar els rangs de moviment dels animals. Es va comprovar com les femelles no es desplaçaven més d'una àrea de 2.400 m², mentre que els mascles es desplaçaven a una àrea de fins a 5.700 m² amb superposició de territoris comuns, el que indica que opten per mantenir una densitat de població de quatre a cinc animals per 10.000m². Els mascles són territorialment agressius des dels tres mesos d'edat.
Les iguanes blaves ocupen forats en les roques i cavitats en els arbres. Els adults són principalment terrestres, però els exemplars més joves tendeixen a ser més arboris. Les cries són presa de la serp nativa Alsophis cantherigerus. Els adults no tenen depredadors naturals, però poden ser víctimes de gossos salvatges. Generalment arriben a la maduresa sexual als tres o quatre anys.

## Dieta i longevitat
Igual que les altres espècies de Cyclura, la iguana blava és bàsicament herbívora, consumeix: fulles, flors i fruits de prop de 45 espècies diferents de plantes. No obstant això, aquesta dieta rarament pot ser complementada amb: larves d'insectes, crancs, llimacs, ocells morts i bolets. Les iguanes tenen certs problemes amb l'osmoregulació: la matèria vegetal conté més potassi i, ja que té menys contingut nutricional per gram, més ha de ser menjat per satisfer les necessitats metabòliques. Ja que no són capaces de crear l'orina més concentrada que els seus líquids corporals, excreten residus nitrogenats en forma de sals d'àcid úric a través d'una glàndula de sal de la mateixa manera que les aus. Com a resultat d'això, han desenvolupat aquesta glàndula nasal lateral per complementar la secreció renal de sal en expulsar l'excés de potassi i clorur de sodi.
La seva longevitat en estat salvatge és de diverses dècades. La iguana blava anomenada Godzilla va ser capturada el 1950 pel naturalista Ira Thompson. El 1985 va ser portada als Estats Units per Ramon Noegel i venuda al comercial i criador Tom Crutchfield el 1990. Crutchifield va donar a Godzilla a Gladys Porter Zoo de Brownsville, Texas on va viure fins a la seva mort el 2004. Thompson va estimar que Godzilla tenia 15 anys quan la va capturar, i això dona una vida total de 69 anys (54 dels quals en captivitat). Godzilla es va convertir en el llangardaix més longeu del qual es tenia registre (tot i no tenir una certesa exacte). S'ha arribat a registrar que la iguana de les illes Caiman, un parent molt proper, ha arribat a viure fins a 33 anys en captivitat.

## Reproducció
L'aparellament és entre el maig i juny. La còpula és precedida per sacsejades amb el cap per part del mascle, qui posteriorment es col·loca darrere la femella per agafar-la pel coll. A continuació, la immobilitza per tal de ficar la seva cua sota la seva. La còpula sol durar entre 30 i 90 segons i molt rarament s'ha observar més d'una o dues còpules en un sol dia. En una còpula es poden pondre entre 1 a 21 ous entre els mesos juny i juliol, depèn de la mida i l'edat de la dona, en nius s'excaven a les escletxes del terra que donen al sol. Es comencen diversos nius d'exploració abans no es completi un. Les seves mides solen estar entre els 40 centímetres i el metre i mig de llargada, amb una càmera allargada a la part terminal per permetre la femella per donar la volta. La temperatura dins dels nius que han estat supervisats pels investigadors van seguir una temperatura constant de 32 °C (90 ° F) durant tot el període d'incubació, que oscil·la entre 65-90 dies. Els ous d'aquesta espècie estan entre els més grans entre les espècies de llangardaixos.

## Conservació

### Situació en perill

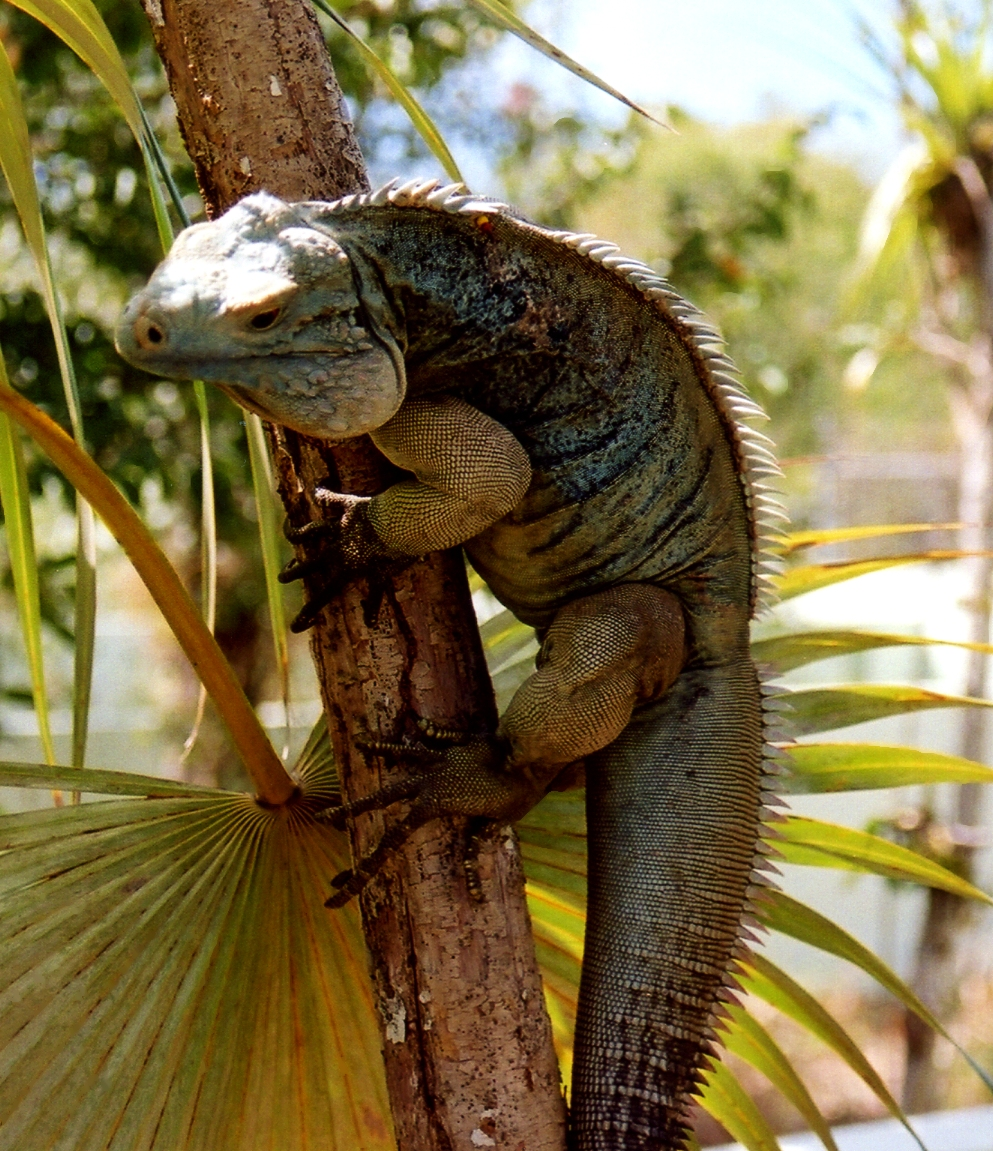
igual blava a Grand Cayman.

La iguana blava està catalogada a la Llista Vermella de la UICN. La població es limita a l'interior est de Grand Cayman, on s'han reduït a nivells críticament baixos, només es van observar tres individus en un estudi fet el 1988. La seva població s'ha vist fortament disminuïda els últims 25 anys, amb diversos llocs on ja no es veu la seva presència. El 2003 es va calcular que la seva població era d'entre 5 a 25 individus. El 2005 es va considerar que la població silvestre com a extinta. És una de les espècies més amenaçades del planeta. Un altre cop dur que va tenir aquesta espècia va ser quan es va trobar a sis persones que havien esquarterat a diferents iguanes blaves a una reserva natural.
La iguana blava consumeix una gran varietat de material vegetal, especialment fruites i flors, gràcies a això és valuós a Gran Caiman com un dispersor de llavors en tota la seva àrea de distribució. Un estudi realitzat en 2000 pel Dr. Allison Alberts posat de manifest que les llavors passen pel tracte digestiu dels Cycluras germinen més ràpidament que aquells que no ho fan. Aquestes noves plantes tenen un avantatge adaptatiu per brotació abans del final d'estacions de pluges molt curts. La iguana blava és un mitjà important per a la distribució de llavors per a noves àrees i, com el major herbívor natiu de l'ecosistema de Grand Cayman, és essencial per mantenir el delicat equilibri entre el clima i la vegetació necessària per sobreviure en condicions molt dures.
Al Queen Elizabeth II Botanic Park and the Salina Reserve, un parc natural protegit, actualment habiten uns 125 individus després de la reva introducció el desembre de 2005. El 2006, després de trobar tres ous eclosionats en estat natural a la subpoblació del parc botànic es va procedir a introduir una nova subpoblació a la reserva Salina. A l'abril de 2007, es fa va realitzar un altre alliberament a gran escala, en aquell moment hi havia 299 iguanes blaves en estat salvatge, i es tenia pensat alliberar centenars més repartits per tot Grand Cayman. A finals de 2012, el programa de reintroducció de la iguana blava va estimar que la seva població era aproximadament de 750 individus, i la Unió Internacional per a la Conservació de la Natura (UICN) va canviar el seu estat de en perill crític a en perill.

### Causes del declivi
| «                                                      | L'espècia està pràcticament extingida, dubto que hi hagi més d'una dotzena d'exemplars per l'illa.... La gent d'allà diu que des de 1925 l'espècie és tant estranya que ja no val ni la pena el temps que costa caçar-ne una. | » |
| — Chapman Grant, The Herpetology of the Cayman Islands | |   |

La destrucció del seu hàbitat és el principal motiu de la desaparició d'aquesta iguana. La desforestació dels boscos per a la construcció de camps, carreteres i el desenvolupament immobiliari. La conversió dels camps de conreus tradicionals a camps per a la pasturació és el segon motiu de la seva desaparició.
La depredació i les lesions, especialment en les cries, per part dels gats i els gossos és una pressió afegida sobre la població silvestre restant. Els automòbils i les motocicletes són un perill en augment, rarament sobreviuen a les col·lisions. La seva captura i casera és una preocupació menor, tot i que de tant en tant apareixen casos de caçadors furtius tot i la protecció legal i els esforços sostinguts per augmentar la consciència pública.
La iguana verda, procedent d'Honduras va ser establerta a Grand Cayman com una espècie invasor. I supera en nombre a l'endèmica iguana blava. No hi ha indicis que la introducció d'aquesta iguana comporti conseqüències negatives a la blava, però la seva mera presencia confon les actituds del públic i la comprensió. Per exemple, la població de l'illa se'ls diu que les iguanes blaus són rars i estan en perill d'extinció, i quan posteriorment veure una gran quantitat de la introduïda iguana verda, no entenen el perquè de la preocupació.
Les iguanes blaves són sovint venudes als turistes com a mascotes, especialment pels col·leccionistes d'animals exòtics, deguda la seva raresa. Tot i així, aquesta pràctica és il·legal sota el tractat de CITES. El 1999, Stuart Chapman, del Fons Mundial per la Natura, digué: "El govern britànic ha fet els ulls grossos durant més de 20 anys en aquests territoris d'ultramar que són la llar de moltes espècies rares i en perill d'extinció. Molts d'elles corren risc de desaparèixer si Gran Bretanya falla a l'hora de complir les seves obligacions del tractat. Les illes britàniques del Carib són extremadament riques en biodiversitat amb moltes espècies en perill d'extinció que són exclusives de les illes i en canvi no hi ha pràcticament nul·la execució o aplicació de CITES".
El maig de 2008, sis iguanes blaves van ser trobaves mortes al parc botànic Queen Elizabeth II de Grand Cayman. Aparentment les iguanes va ser assassinades per vàndals amb ganivets. Dues de les iguanes eren femelles que estaven a punt de pondre ous.

### Esforços per a la reintroducció
El 19990, l'Associació de Zoos i Aquaris (AZA) va designar el gènere Cyclura com la seva més alta prioritat per a la conservació. El seu primer projecte va ser un programa de cria en captivitat in situ per la iguana blava, que en aquell moment era l'espècie de Cyclura que estava amb més greu perill d'extinció.
Una de les primeres dificultats trobades va ser que el planter en captivitat de la dècada de 1990 va ser declarat no ser pur. A través de provés realitzades en ADN es va descobrir que alguns exemplars eren híbrids amb la C. nubila caymanensis. El programa conté només exemplars purs, ja que aquests híbrids van ser esterilitzats per mitjà d'hemipenectomies i, per tant, exclosos. Aquest programa va ser creat per a determinar les genealogies exactes de la reserva genètica limitada dels animals restants i l'anàlisi d'ADN revelar que la totalitat de la població captiva d'Amèrica del Nord era descendent d'una sola parella d'animals. Després de cinc anys d'investigació dues poblacions de cria en captivitat van ser establertes i són manejades com una sola unitat, amb l'encreuament entre les poblacions de promoure la diversitat genètica.
Com a protecció davant a qualsevol altre desastre es va decidir establir diferents individus repartits en 25 zoos dels Estats Units. Un mínim de 20 línies diferents representats per a 225 individus estan sent criats en captivitat i registrats en un llibre genealògic de l'espècie pel Centre del zoològic de San Diego per a la Conservació i Investigació d'Espècies en perill d'extinció (CRES). El Zoo d'Indianapolis ha tingut èxit fins en dues ocasions en la cria en captivitat des del 2000.
L'octubre de 2006 es van alliberar per primera vegada els primers exemplars nascuts en captivitat amb l'objectiu de repoblar l'espècia pràcticament extinta. Cada iguana blava alliberada porta un collaret al coll, prop de la cresta nucal, en el collaret hi ha un microxip i a sobre d'ell una fotografia d'alta resolució de les seves escates. Els patrons de les seves escates són tant úniques com les empremtes dactilars en els humans.

#### Programa de recuperació de la iguana blava

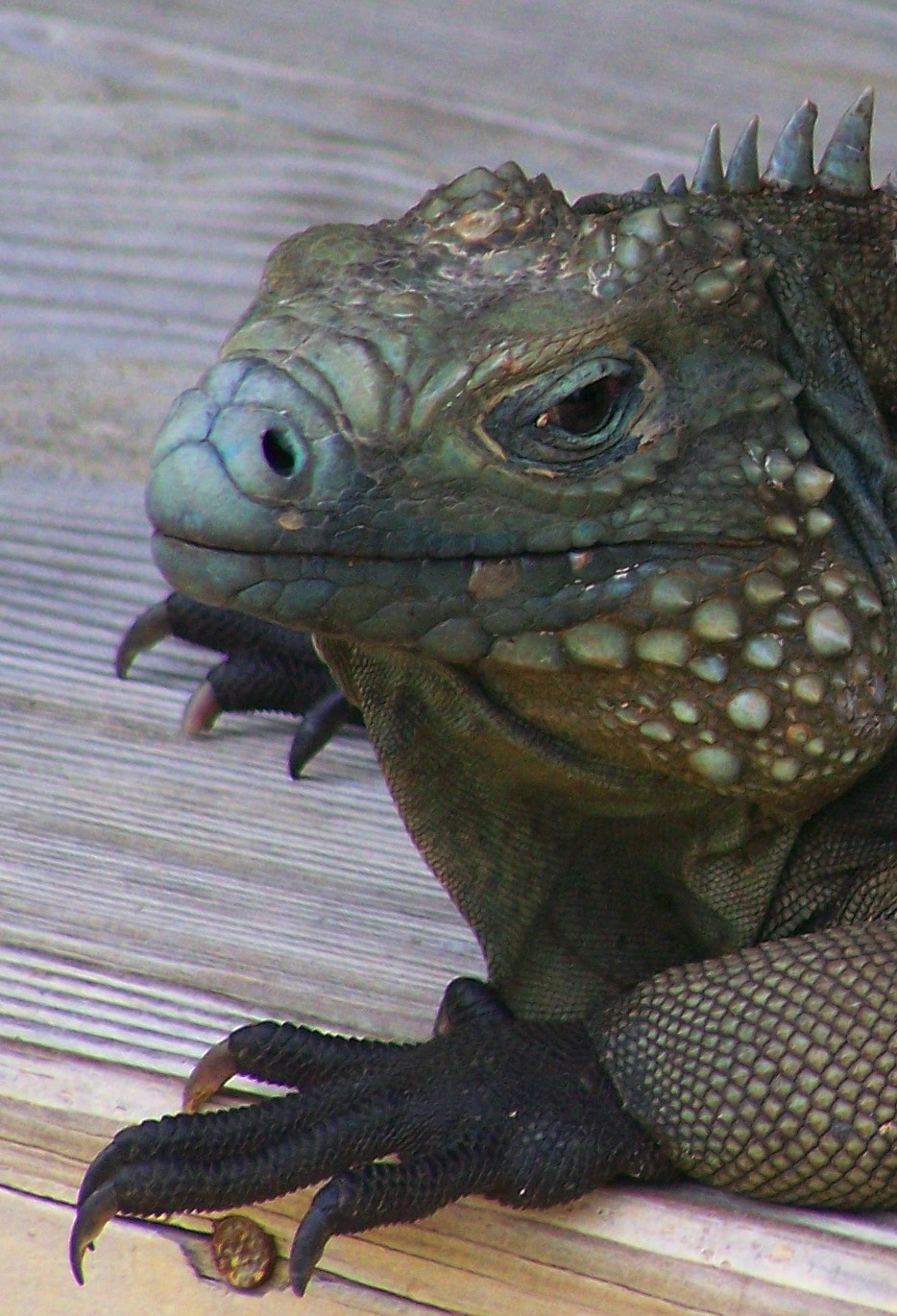
Una iguana blava que descans sobre un banc del parc botànic Elizabeth II.

El programa de recuperació de la iguana blava va créixer a partir d'un petit projecte el 1990 fins de la de la Fundació Nacioanl per a les Illes Caiman. Ara és una associació vinculada amb: el departament de medi ambient de les Illes Caiman, la confiança natural de les Illes Caiman, el parc botànic Elizabeth II, el Durrell Wildlife Conservation Trust, la Fundació internacional per a la conservació dels rèptils, IRCF i la Comissió Europea. Aquest programa opera sota una exempció especial de les disposicions de la Llei d'Animals de les Illes Caiman, que normalment faria il·legal per a qualsevol persona: matar, capturar o mantenir iguanes. L'estratègia de conservació del programa implica generar una gran quantitat de cries genèticament diverses, alliberant-les a l'edat de 2 anys, de manera que les seves probabilitats de sobreviure en un entorn salvatge són altes, i fer servir aquests animals per a reconstruir subpoblacions salvatges en àrees naturals protegides. Això va acompanyat de la investigació de camp, la protecció del lloc de la jerarquia, i el seguiment dels animals alliberats. Un augment numèric ràpid d'un nombre màxim possible de la fundació d'accions es va tractar de minimitzar la pèrdua de la diversitat genètica causada pel "coll d'ampolla".
Subpoblacións reestaurades estan presents en dues regions no contínues al parc botànic Queen Elizabeth II. La protecció del seu hàbitat continua sent vital, el parc de la Salina tan sols fa 360.000² de matolls secs, els quals no són suficients per sostenir els 1.000 exemplars que es tenen previst alliberar. Les diferents subpoblacions són distribuïdes en diverses àrees. La població captiva en general és probable que segueixi sent genèticament fragmentada en el llarg termini. Les iguanes són traslladades entre les subpoblacions per mantenir el flux de gens perquè tota la població es mantingui una única unitat de gestió genètica. Quan les subpoblacions salvatges tinguin el control de les seves respectives àrees protegides, es deixarà d'introduir nous individus per deixar pas a la reproducció natural. A més a més, guiada per la investigació i la vigilància, el control o la erradicació de depredadors no nadius es posarà en pràctica en la mesura necessària per permetre que les iguanes blaves joves per sobreviure fins a la maduresa en nombre suficient per mantenir aquestes subpoblacions.
El manteniment de les iguanes blaves en el medi silvestre requereix una gestió activa en el futur indefinit. Per sostenir aquesta activitat, una sèrie d'activitats comercials genera el finançament necessari, mentre que un procés d'educació i sensibilització en curs garanteix la implicació i el suport de la comunitat local.